# Inzersdorf-Getzersdorf
Inzersdorf-Getzersdorf osztrák község Alsó-Ausztria St. Pölten-i járásában. 2024 januárjában 1686 lakosa volt. 

## Elhelyezkedése

Inzersdorf-Getzersdorf a Sankt Pölten-i járásban

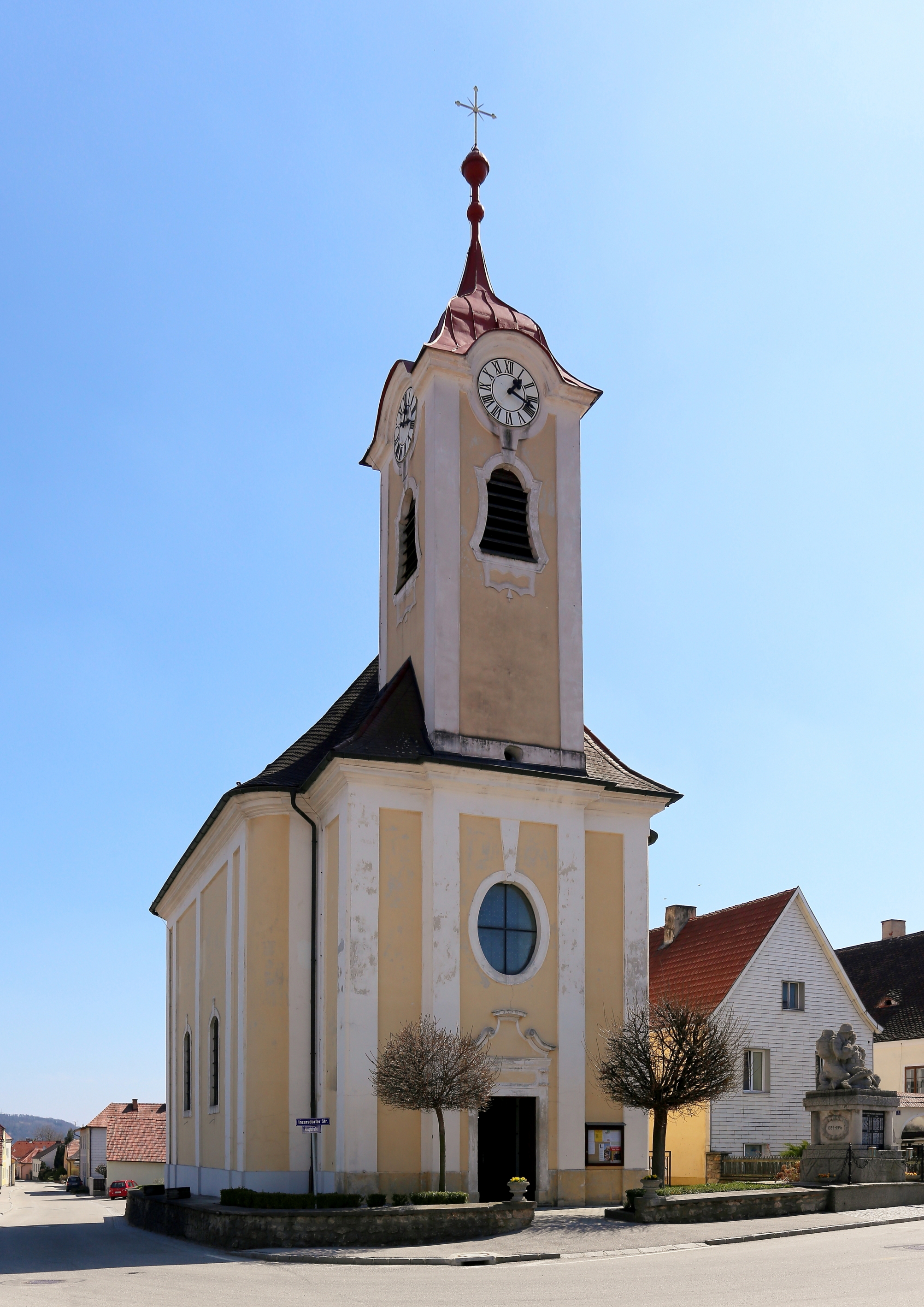
A Szt. Mihály-plébániatemplom

Inzersdorf-Getzersdorf a tartomány Mostviertel régiójában fekszik a Traisen folyó völgyében. Területének 8,2%-a erdő, 8%-a szőlő, 65,4% áll egyéb mezőgazdasági művelés alatt. Az önkormányzat 5 települést egyesít: Anzenberg (65 lakos 2024-ben), Getzersdorf (572), Inzersdorf ob der Traisen (498), Walpersdorf (448) és Wetzmannsthal (103).
A környező önkormányzatok: északra Nußdorf ob der Traisen, délkeletre Herzogenburg, nyugatra Statzendorf.

## Története
Inzersdorf és Getzersdorf 1848-ig a walpersdorfi uradalomhoz tartoztak. A feudális birtokrendszer felszámolását követően 1850-ben megalakult a két falu községi önkormányzata. 
Getzersdorf 1863-ban Inzersdorffal, de 1919-ben ismét önálló községgé vált. 1970-ben Inzersdorf és Getzersdorf ismét egyesült.

## Lakosság
Az inzersdorf-getzersdorfi önkormányzat területén 2024 januárjában 1686 fő élt. Lakosságszáma 1939 óta enyhén gyarapodó tendenciát mutat. 2022-ben az ittlakók 94,2%-a volt osztrák állampolgár; a külföldiek közül 1,4% a régi (2004 előtti), 1,8% az új EU-tagállamokból érkezett. 0,7% a volt Jugoszlávia (Horvátország és Szlovénia kivételével) vagy Törökország; 1,9% egyéb ország polgára volt. 2001-ben a lakosok 86,7%-a római katolikusnak, 1,4% evangélikusnak, 0,4% ortodoxnak, 4,9% mohamedánnak, 5,4% pedig felekezeten kívülinek vallotta magát. Ugyanekkor a legnagyobb nemzetiségi csoportot a németek (93,4%) mellett a törökök alkották 4,9%-kal. 
A népesség változása:

| 2016 | 1 531 |
| 2018 | 1 581 |

## Látnivalók
- a walpersdorfi kastély
- a getzersdorfi Szt. Mihály-plébániatemplom
- az inzersdorfi Szt. Péter-plébániatemplom